# Modus vivendi
Modus vivendi és una locució llatina que designa un preacord entre aquells que acorden discutir o disputar alguna cosa. Modus significa 'mode, manera'. Vivendi és el genitiu del gerundi del verb vivere 'viure'. Per tant, l'expressió vol dir «manera de viure».
En l'àmbit de la política i la diplomàcia, un modus vivendi és un instrument que registra un acord internacional de naturalesa temporal o provisional que després serà reemplaçat per un acord d'un caràcter més permanent o detallat, generalment, un tractat.
En català, col·loquialment, sol designar l'activitat mitjançant la qual una persona es guanya la vida.

## Exemples
- Pere Boixader, «El contraban: un “modus vivendi”» s.d.[2]